# 隆索勒
隆索勒（法語：Longsols，法語發音：[lɔ̃sɔl]）是法国奥布省的一个市镇，属于特鲁瓦区。

## 地理
隆索勒（48°25'52"N, 4°17'12"E）面积12.61 平方千米，位于法国大東部大區奥布省，该省份为法国中北部省份，北起马恩省，西接塞纳-马恩省，西南至约讷省，东南至科多尔省，东临上马恩省。
与隆索勒接壤的市镇（或旧市镇、城区）包括：瓦勒多宗、阿旺莱拉姆吕、沙尔蒙苏巴尔比斯、翁容、普日、韦里库尔。

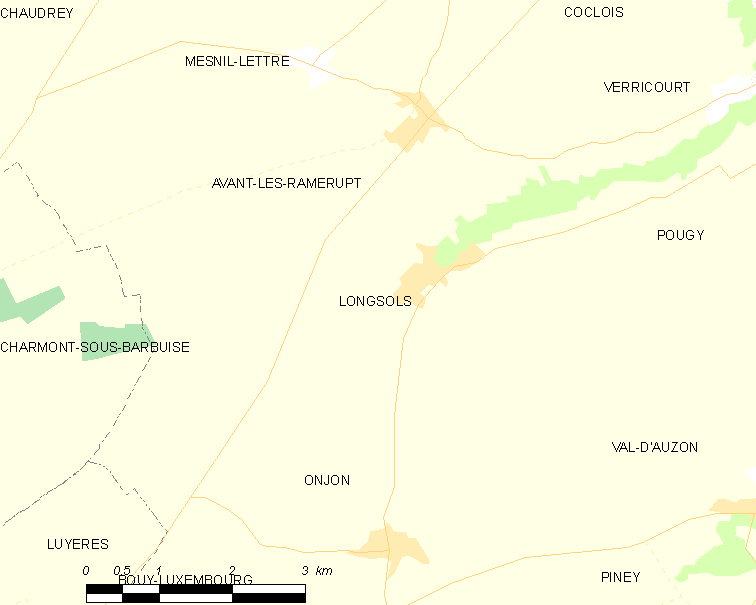
隆索勒的OSM定位图

隆索勒的时区为UTC+01:00、UTC+02:00（夏令时）。

## 行政
隆索勒的邮政编码为10240，INSEE市镇编码为10206。

## 政治
隆索勒所属的省级选区为奥布河畔阿尔西县。

## 人口

1962-2008年间隆索勒人口变化图示

隆索勒于2022年1月1日时的人口数量为132人。